# DANA
A DANA (csehül: Dělo Automobilní Nabíjené Automaticky, magyarul: automata töltésű önjáró löveg) vagy ShKH vz. 77 egy csehszlovák gyártmányú, 152 mm-es, kerekes önjáró lövege. A járművet a trencséni Konštrukta vállalat tervezte és a ZTS máriatölgyesi (Dubnica nad Váhom) gyártotta az 1970-es években, a mai Szlovákia területén. A harcjárművet a nagyméretű, nyolc kerék meghajtású Tatra T815 bázisán hozták létre. A Tatra jó terepen is jó stabilitást és megfelelő sebességet biztosít, így követheti a lánctalpas erőket, sőt műúton sokkal gyorsabb is lánctalpas társainál.
Egy kerekes önjáró löveg építésének és fenntartásának költsége sokkal alacsonyabb, mint egy lánctalpasé, a jármű méreteiből adódóan a hasznos tér is sokkal nagyobb, így nem feltétlenül szükséges külön lőszerszállító kocsi. A fejlett európai úthálózat mellett pedig egy kerekes harcjármű nagyobb mozgékonyságot biztosít. A DANA hátránya – mint bármely kerekes önjáró lövegnek-, hogy ha lövegével a járműre merőlegesen hajt végre tűzfeladatot, akkor a jármű könnyen felborulhat. Ezt a problémát három hidraulikus támasztó szerkezettel oldották meg, a jármű a megállás után kevesebb mint egy percen belül leadhatja első lövését. A DANA fő fegyverzete egy jó teljesítményű 152 mm-es löveg, amellyel 18000 méter távolságig képes pusztítani az ellenséget, megnövelt hatótávolságú lövedékkel ez 20 km-ig növelhető.
A DANA személyzete 5 fő, a jármű vezetője és a parancsnok elöl, a vezetőfülkében foglal helyet, a lövegkezelő (ő kezeli a fegyvert és ő hajtja végre a tüzelést) és a töltőkezelő (ő választja ki a töltetet) a torony bal oldalán, a lövedékkezelő pedig jobb oldalon helyezkedik el.

## Lövedékek
A Cseh Hadsereg alaplövedékei a DANA 152 mm-es lövegéhez:
- 152 mm OF, nagy robbanóerejű lövedék, maximális lőtávolság 18 km

- 152 mm OFd, nagy robbanóerejű, megnövelt hatótávolságú lövedék, maximális lőtávolság 20 km

- 152 mm Pp, páncéltörő lövedék, közvetlen tűzfeladat végrehajtására, páncélozott harcjárművek ellen

## Változatok
- MODAN (152 mm)

A MODAN önjáró löveg a DANA továbbfejlesztett változata, nagyobb ható- és lőtávolsággal. A fejlesztés magába foglal még egy új fedélzeti irányító és tűzvezető rendszert, egyszerűsíti az irányítást, a jármű személyzete pedig 5 főről 4-re csökkent.
- Ondava (152 mm)

Az Ondava önjáró löveg fejlesztési változat egy hosszabb 152 mm-es löveggel (47 kaliberes), új kétkamrás csőszájfékkel és új töltőberendezéssel.
- Zuzana (155 mm)

A Zuzana önjáró löveg egy NATO standard 155 mm-es löveggel ellátott változat. Az első példányokat a szlovák hadsereg állította szolgálatba 1998-ban.
- Himalaya (155 mm)

A Himalaya önjáró löveg a szlovák hadsereg új fejlesztési lépése a 155 mm-es lövegek felé. A jármű a Zuzana tornyának lánctalpas vontatású változata, egy T–72 harckocsi alvázának felhasználásával.

## Harci alkalmazás
A grúz hadsereg DANA önjáró lövegeket vetett be a 2008. augusztusi orosz–grúz háborúban.
Ukrajna 20 DANA löveg kapott kapott katonai segélyként Csehországtól 2022-ben, amelyeket be is vetettek az orosz inváziós erők ellen.

## Alkalmazók
- Csehország – 173 db (eredetileg 273 db)
- Líbia – 120 db
- Lengyelország – 111 db
- Szlovákia – 135 db
- Grúzia – 47 db
- Ukrajna - 20 db + Szlovákia további 18 Zuzana-2 önjáró löveget gyártat le Ukrajna számára német-dán-norvég közös finanszírozással. A 18 löveg 93 millió euróba kerül.[2]